# Negli episodi precedenti
Negli episodi precedenti (Previously On) è l'ottavo episodio della miniserie statunitense WandaVision, basata sulle pubblicazioni di Marvel Comics con protagonisti Wanda Maximoff / Scarlet Witch e Visione. Segue Maximoff e Agatha Harkness mentre esplorano il passato di Maximoff per vedere cosa l'abbia portata a creare un'idilliaca vita suburbana nella città di Westview, New Jersey. L'episodio è ambientato nel Marvel Cinematic Universe (MCU), condividendo la continuity con i film del franchise. È stato scritto da Laura Donney e diretto da Matt Shakman.
Paul Bettany ed Elizabeth Olsen riprendono i rispettivi ruoli di Visione e Wanda Maximoff della serie di film, con nel cast anche Debra Jo Rupp e Kathryn Hahn (Harkness).
La puntata è uscita sul servizio streaming Disney+ il 26 febbraio 2021. Ha ricevuto l'acclamo della critica e del pubblico per le performance di Elizabeth Olsen, Kathryn Hahn e Paul Bettany, l'affronto del tema del dolore e l'introduzione del concetto di Scarlet Witch. È stata premiata con numerosi riconoscimenti, tra cui due nomination ai Primetime Emmy Award.

## Trama
A Salem, nel 1693, Agatha Harkness viene processata dalla sua congrega di streghe guidata da sua madre Evanora per aver praticato magia oscura. La condannano a morte ma, durante l'esecuzione, Agatha scatena i suoi poteri e le uccide tutte assorbendo la loro magia.
Nel presente, Agatha intrappola Wanda Maximoff usando delle rune e pretende di sapere come faccia a controllare Westview. Dato che lei non sa spiegarlo, Agatha le fa entrare nei ricordi di Wanda, così da ripercorrere il suo percorso fino a lì.
Si scopre che Wanda, da bambina, viveva a Sokovia con il fratello gemello Pietro e i genitori. Nonostante il clima bellico del Paese, la famiglia conduceva una vita felice; in particolar modo, la sera imparavano l'inglese guardando vecchie sitcom americane, di cui Wanda era particolarmente appassionata. Durante una delle serate, tuttavia, la loro casa fu bombardata, uccidendo i genitori e intrappolando Wanda e Pietro sotto le macerie per due giorni, accanto a una bomba Stark inesplosa. Agatha deduce che Wanda sia una strega nata, e che probabilmente ha usato senza saperlo un incantesimo di probabilità per impedire l'esplosione della seconda bomba.
Spinti dal desiderio di vendicarsi di Stark, i gemelli Maximoff si sottoposero come volontari a degli esperimenti dell'Hydra. Wanda fu invitata a toccare uno scettro mistico contenente la Gemma della Mente, ma la Gemma reagì alla sua presenza mostrandole una visione avvolta dalla luce e sbloccando completamente i suoi poteri magici latenti, che altrimenti sarebbero rimasti nascosti. Anni dopo, in seguito alla morte di Pietro, Wanda si trasferì all'Avenger Compound, dove l'amicizia con Visione l'aiutò a venire a patti con il lutto per la perdita del fratello.
Successivamente al Blip, Wanda andò alla base dello SWORD per recuperare il corpo di Visione. Il direttore Tyler Hayward le mostrò che lo stavano smontando, essendo il vibranio troppo prezioso. Wanda lo accettò e viaggiò fino a Westview, nel New Jersey, dove Visione aveva comprato un lotto di terra con l'intenzione di andarci a vivere insieme. Sopraffatta dal dolore, Wanda scatenò inavvertitamente i suoi poteri, soggiogando Westview a un incantesimo che alterò la realtà trasformandola in una sitcom Anni Cinquanta e creando una nuova versione di Visione.
Tornata in sé dopo aver rivissuto i ricordi, Wanda scopre che Agatha ha preso in ostaggio i suoi figli Billy e Tommy. Harkness sostiene che Wanda non conosce l'intera portata dei suoi poteri, che sta usando inutilmente per crearsi un mondo fantastico. Agatha ritiene che Wanda sappia usare la magia del caos, il che la rende la leggendaria "Scarlet Wicth".
In una scena a metà dei titoli di coda, Hayward usa l'energia dell'Es creata da Wanda per alimentare un Visione bianco rassembrato con le parti dell'originale.

## Produzione

### Sviluppo
Nell'ottobre 2018, i Marvel Studios stavano sviluppando una serie limitata con protagonisti la Wanda Maximoff di Elizabeth Olsen e il Visione di Paul Bettany dai film del Marvel Cinematic Universe (MCU). Nell'agosto 2019, Matt Shakman è stato assunto per dirigere la miniserie. Lui e la sceneggiatrice Jac Schaeffer sono stati produttori esecutivi insieme a Kevin Feige, Louis D'Esposito e Victoria Alonso. Feige descrisse la serie come in parte "epica in stile Marvel", in parte sitcom, infarcita di omaggi a molte epoche delle sitcom americane. L'ottavo episodio è stato scritto da Laura Donney, e si intitola Negli episodi precedenti. Il titolo riflette la struttura dell'episodio e la sua esplorazione della vita passata di Maximoff.

### Sceneggiatura
Schaeffer ha descritto Negli episodi precedenti come un "episodio di terapia", in quanto esplora il dolore di Maximoff. Il suo obiettivo generale per la serie era consentire a Maximoff di iniziare almeno a elaborare il suo trauma derivante da quanto accadutole nei film del MCU, dal momento che non le avevano mai dato lo spazio o il tempo per farlo, e tale episodio è dedicato a questo processo. Per realizzarlo, si è fatto sì che Wanda rivivesse letteralmente i tuoi ricordi traumatici accompagnata da Agatha Harkness. Invece di limitarsi a rivisitare momenti diversi del passato di Maximoff, gli sceneggiatori volevano trascorrere con Wanda ogni ricordo per dare "spazio [e una] voce" al suo dolore. Donney ha riconosciuto che Harkness non ha motivazioni altruiste nell'episodio, poiché si comporta in modo egoistico, ma svolge comunque il ruolo di una terapista che dice: "Come siamo arrivati qui? Mostramelo. Sto ascoltando. Io verrò con te." Gli sceneggiatori hanno ritenuto che fosse importante che Maximoff esplorasse il suo passato con qualcun altro, anche se si trattava di un'antagonista, perché l'episodio parla anche di Maximoff "che condivide la sua esperienza. È una testimonianza, in un certo senso: essere ascoltata, vista, capita."
L'episodio inizia con un flashback che mostra il passato di Harkness; la sequenza ha attraversato molte iterazioni per bilanciare le esigenze della Marvel nello stabilire Harkness nel MCU con le esigenze degli scrittori nell'esplorare il suo personaggio e spiegare perché è quello che è nel presente. L'idea iniziale di Schaeffer era che il flashback descrivesse un processo alle streghe, ma i dettagli della scena, come chi era sotto processo e chi lo stava portando avanti, sono cambiati con la riscrittura della sceneggiatura. Si pensava di far apparire nella scena una versione più giovane di Harkness per bilanciarsi con la versione più giovane di Maximoff comparsa più avanti nell'episodio, ma l'idea è stata abbandonata per mantenere la scena semplice per il pubblico e per consentire ad Hahn di interpretare il personaggio anche nella sua versione passata. Nonostante ciò, Donney ha ritenuto che scrivere una versione infantile di Agatha l'abbia aiutata a sviluppare le emozioni della scena, poiché l'esperienza della madre di Harkness che cerca di ucciderla avrebbe avuto un effetto simile indipendentemente dall'età di Harkness in quel momento. Donney ha notato che la scena mette in contrasto il trauma di Harkness e la morte di sua madre con la morte dei genitori di Maximoff più avanti nell'episodio, come un modo per mostrare come traumi diversi possano influenzare le persone in modo diverso. Gli autori hanno paragonato la sequenza all'apertura dell'episodio precedente Interrompiamo questo programma poiché getta il pubblico in una nuova posizione e tono per la serie.
Una delle scene più intimidatorie dell'episodio, per Donney, è quella iniziale nel seminterrato di Harkness, dove la strega presenta se stessa e le sue abilità a Maximoff e al pubblico, prima di iniziare il viaggio dell'episodio attraverso i ricordi di Wanda. Le direzioni dell'esposizione della scena sono cambiate molto durante lo sviluppo e Donney ha faticato a trovare un modo chiaro per spiegare i nuovi concetti magici che vengono introdotti. Schaeffer suggerì che Harkness dimostrasse i suoi poteri magici su una cicala e Donney lo trovò un dispositivo efficace. Il primo ricordo che visitano rivela che il padre di Wanda vendeva DVD bootleg di sitcom americane quando lei era bambina, cosa che l'ha portata ad appassionarsi a esse, come si è visto nei precedenti episodi di WandaVision. Le sitcom mostrate o citate nell'episodio includono The Dick Van Dyke Show e il suo episodio It May Look Like a Walnut, Lucy ed io, La famiglia Addams, Vita da strega, Strega per amore, Casalingo Superpiù, La famiglia Brady e il suo episodio Kitty Karry-all Is Missing, e Malcolm e il suo episodio L'assicurazione. Una scena che vede un ricordo di Maximoff e Visione che discutono del dolore, viene ritenuta da Shakman il "punto centrale" di WandaVision.
Prima della première della serie, Feige ha detto che i poteri di Maximoff non sono mai stati completamente definiti durante la Saga dell'Infinito, e che la serie avrebbe esplorato le vere origini dei suoi poteri e il modo in cui la Gemma della Mente li ha sbloccati; Negli episodi precedenti conferma che Wanda è nata con i suoi poteri e che sono stati semplicemente amplificati dalla Gemma della Mente; ciò viene considerato un retcon del retroscena di Maximoff nell'MCU. Phil Owens di TheWrap lo definì un colpo di scena "enorme", perché fino a quel momento sembrava che tutti i precedenti supereroi umani nell'MCU fossero nati senza abilità, acquisendoli solo in seguito. Harkness chiama Maximoff  "Scarlet Witch" nell'episodio, alias con cui Wanda non era nota nel MCU fino ad allora. I critici credevano che il nome Scarlet Witch fosse più un titolo ereditato o un lignaggio di streghe, piuttosto che un soprannome supereroistico com'è nei fumetti; anche le versioni recenti del personaggio nei fumetti hanno apportato questo cambiamento. L'aspetto del Visione bianco nello SWORD è stato ispirato da quello del personaggio nella trama del fumetto "Vision Quest" di John Byrne.

### Riprese
Le riprese sul set sono state effettuate ai Pinewood Atlanta Studios di Atlanta, Georgia, dirette da Shakman, mentre Jess Hall ha diretto la fotografia. Le riprese si sono svolte anche nell'area metropolitana di Atlanta, mentre nel backlot di Los Angeles si sono svolte le riprese all'aperto quando la serie ha ripreso la produzione dopo essere stata interrotta a causa della pandemia di COVID-19. Durante le riprese della scena in cui Maximoff e Visione parlano del dolore, Bettany ha ritenuto che Visione avesse bisogno di una battuta simile a quella che dice in Avengers: Age of Ultron (2015) sull'umanità. Schaeffer ha dato un suggerimento che è stato adattato dalla sua assistente, Laura Monti, per ottenere la frase finale: "Cos'è il dolore, se non amore perseverante?" Tale battuta ha ricevuto ampi elogi da parte del pubblico e della critica quando è uscito l'episodio. La montatrice Nona Khodai ha raccolto tutti i filmati disponibili di Maximoff e Visione dai film dell'MCU a cui fare riferimento durante il montaggio della serie, il che è stato particolarmente utile per assicurarsi di abbinare tali film con le scene dell'episodio che si intrecciavano tra loro.

### Effetti speciali
Tara DeMarco ha supervisionato gli effetti visivi di WandaVision, quelli dell'episodio sono stati creati da SSVFX, Framestore, Mr. X, Industrial Light & Magic, The Yard VFX, Digital Domain, Cantina Creative, RISE, Rodeo FX e Capital T. Rodeo FX ha sviluppato gli effetti visivi per il confine dell'Es, basati sulla magnetizzazione dei vecchi schermi televisivi CRT quando messi in contatto con i magneti. Il confine magico è rosso per riflettere la rabbia di Maximoff e per rafforzare il fatto che si tratta di una barriera resistente, con riflessi dell'ambiente che possono essere visti durante il giorno; Rodeo ha preso ispirazione dagli schermi televisivi riflettenti. L'aspetto della magia di Agatha è stato sviluppato da Framestore durante il lavoro della scena nell'episodio in cui Agatha controlla una cicala nel suo nascondiglio, che è stato poi ripreso per fare la magia di Agatha nelle altre puntate della serie. DeMarco ha spiegato che originariamente avevano pianificato che la magia di Agatha fosse solo una versione viola della magia di Maximoff, ma la trama è stata adattata finché non hanno ritenuto che si adattasse con il personaggio. L'aspetto finale la fa sembrare più una consistenza nera simile a inchiostro rispetto alla magia di Maximoff per farla sembrare più malvagia; con Framestore ha cercato di darle un'impressione "retrò e d'autenticità d'epoca", allineandosi con l'aspetto della magia nei film dell'MCU. L'effetto di Scarlet Witch che appare nella Gemma della Mente e si riflette negli occhi di Maximoff utilizza filmati di Olsen in costume e su cavi che sono stati filmati per la battaglia nell'episodio finale.
Perception, che ha creato la sequenza dei titoli di coda della serie, ha anche creato un nuovo logo Marvel Studios per l'episodio, con una transizione dal normale logo Marvel Studios al fumo viola che Perception aveva utilizzato per la sequenza Agatha All Along nell'episodio precedente, per poi passare al retroscena di Agatha a Salem. Perception ha anche creato una carta di localizzazione sullo schermo per l'ambientazione di Salem che includeva un "witchy spin" e ulteriore fumo viola. La scena di Salem è stata gestita da Mr. X, che ha trascorso otto mesi a sviluppare il design e l'approccio per la sequenza e poi altri due mesi a completarla, così come la scena della congrega nell'episodio finale che rivisita i personaggi e il luogo. La magia delle streghe è stata sviluppata insieme a Marvel e DeMarco, mentre l'effetto della "mummificazione" o "essiccazione" delle streghe è stato progettato dal concept artist di Mr. X Gaetan Borneuf sulla base di un effetto simile che accade al personaggio Walter Donovan in Indiana Jones e l'ultima crociata (1989). DeMarco aveva mostrato quella scena a Mr. X all'inizio del progetto nell'aprile 2020 come materiale di riferimento. A Mr. X è stato chiesto di rendere la sequenza "oscura e spaventosa, ma non troppo oscura per [il] pubblico delle famiglie". L'attenzione era bilanciare la risoluzione necessaria per la sequenza con la grande quantità di effetti particellari richiesti per la magia, con i diversi elementi delle inquadrature che dovevano essere renderizzati separatamente. La scena è stata girata con un'illuminazione interattiva che avrebbe dovuto rappresentare una magia di colore diverso per ciascuna strega, ma il team degli effetti speciali ha ritenuto che distraesse troppo dalla narrazione e l'ha cambiata in magia blu per l'intera congrega. Ciò ha contribuito a differenziarsi dalla magia viola di Agatha.
DeMarco ha utilizzato l'introduzione di Visione in Avengers: Age of Ultron come versione definitiva del personaggio quando si è avvicinata ai suoi effetti visivi in WandaVision. Bettany indossava un berretto per nascondere i capelli e un trucco per il viso sul set che si abbinasse al colore di Visione, oltre a indicatori di tracciamento a cui i team degli effetti visivi potevano fare riferimento. Per creare il personaggio sono state quindi utilizzate complesse tecniche 3D e di trucco digitale, con sezioni del volto di Bettany sostituite dalla CGI nelle inquadrature; gli occhi, il naso e la bocca dell'attore erano solitamente gli unici elementi mantenuti. SSVFX è stato il fornitore principale degli effetti di Visione nell'episodio, inclusa la sequenza in cui Maximoff vede il suo corpo smontato. La scena è stata girata con diverse parti del corpo di manichini e con Bettany sdraiato su un tavolo. A SSVFX è stato assegnato il compito di progettare l'aspetto del personaggio per la sequenza, avendo bisogno di far sembrare i diversi pezzi come se appartenessero a Visione e allo stesso tempo creando un design per le parti interne. Hanno preso la miscela di tecnologia e luci che è stata mostrata brevemente in Avengers: Infinity War (2018) quando Thanos strappa la Gemma della Mente dalla testa di Visione e l'hanno usata come base dell'approccio, progettando e costruendo il personaggio da zero con uno scheletro e apparati circolatorio, respiratorio, nervoso e muscolare. Il supervisore degli effetti SSVFX Ed Bruce ha descritto il modello digitale che hanno creato come "una vera risorsa con tanti metri di cavi in fibra ottica". La rivelazione del Visione Bianco alla fine dell'episodio è stata gestita da Digital Domain, che ha sviluppato il modello e l'approccio per quel personaggio per l'episodio finale.
DeMarco ha nominato la creazione di Visione da parte di Maximoff nell'episodio come uno degli effetti visivi più stimolanti della serie. Ha spiegato che la sequenza ha preso ispirazione dalla scena di Age of Ultron in cui Maximoff, sconvolta dalla morte di Pietro, distrugge un gruppo di robot Ultron; in entrambe le scene, la maggior parte della magia esce dal suo petto per dimostrare che "il potere viene dal suo cuore". Olsen è stata filmata su uno schermo verde per la sequenza ed è l'unico elemento reale per gran parte di essa. ILM ha creato una versione digitale della casa di Wanda e Visione sulla base di una scansione e di fotografie di riferimento prese dal set della casa degli anni '50 della serie, quindi ha costruito la struttura interna della casa sulla base di elementi costruttivi reali degli anni '50. Ogni parte della casa era un oggetto separato per poter essere smontato e poi ricomposto sullo schermo. I pezzi inizialmente si formano in sezioni ispirate all'artwork "tetris/jigsaw 3D block" del fumetto House of M  di Brian Michael Bendis e Olivier Coipel, prima che questi si spostino nelle loro posizioni finali per formare la casa. La ILM ha poi aggiunto degli effetti per la magia del caos di Maximoff, il cui look è stato progettato da Digital Domain per l'episodio finale della serie. Alla magia sono state fornite delle curve guida che gli animatori potevano utilizzare per dirigere il flusso, con le particelle poi generate attorno a quelle curve. L'energia da cui viene creato Visione è gialla per corrispondere al potere della Gemma della Mente che alimenta il personaggio, e forma prima il suo "circuito sottile monofilamento" in un effetto che riflette l'aspetto della morte di Visione in Avengers: Infinity War. Shakman voleva che la creazione del personaggio fosse "delicata" poiché è una "bella creazione del suo amore". Per creare l'ambiente di Westview che può essere visto in giro per la casa, basato sulle riprese in esterni a Blondie Street presso il Warner Bros. Ranch a Burbank, California , ILM ha utilizzato una miscela di proiezioni 3D e 2,5D di fotografie di riferimento dalla posizione.

## Colonna sonora
Un album della colonna sonora dell'episodio è stato pubblicato digitalmente da Marvel Music e Hollywood Records il 5 marzo 2021, con la colonna sonora del compositore Christophe Beck. Una traccia aggiuntiva, "Family TV Night", è stata pubblicata come singolo digitale il 9 aprile, dopo che Beck si era pentito della sua decisione di lasciarla fuori dall'album, e ha lavorato con la Marvel per pubblicarla.

## Distribuzione
Negli episodi precedenti è stato pubblicato sul servizio di streaming Disney+ il 26 febbraio 2021. L'episodio, insieme al resto di WandaVision , è arrivato su Blu-ray Ultra HD e Blu-ray il 28 novembre 2023.

## Accoglienza

### Ascolti
Nielsen Media Research, che misura i minuti guardati dal pubblico degli Stati Uniti in tv, ha elencato WandaVision come la seconda serie originale in streaming più vista nella settimana dal 22 al 28 febbraio 2021. Sugli otto episodi disponibili, sono stati visualizzati 732 milioni di minuti di Negli episodi precedenti, il più alto per la serie a quel punto.

### Critica
Il sito web aggregatore di recensioni Rotten Tomatoes ha riportato un indice di gradimento del 95% con un punteggio medio di 8,10/10 basato su 22 recensioni. Il consenso critico del sito recita: "Kathryn Hahn appare grande e seriamente responsabile della sua arte in Negli episodi precedenti: per fortuna, Elizabeth Olsen si dimostra più che all'altezza della sfida con la sua performance magnetica."
Dopo essere stato più critico nei confronti degli episodi precedenti, Abraham Riesman di Vulture è rimasto affascinato da Negli episodi precedenti e gli ha assegnato cinque stelle su cinque. Ha detto che era tutto ciò che voleva da un progetto MCU, con una storia fresca e creativa piena di emozioni, e questo gli ha fatto riconsiderare i suoi pensieri sulla serie nel suo insieme. Riesman ha elogiato la spiegazione sul significato del dolore di Visione, così come Ben Travers di IndieWire, che ha detto che è "un'affermazione così potente [e] un incapsulamento così succinto di un sentimento profondo". Allo stesso modo, Travers è stato più negativo rispetto alle puntate precedenti, ma ha dato a questo una "A−", elogiando il "coinvolgimento onesto" dell'episodio con il dolore di Maximoff e definendolo un esempio di come la televisione possa essere un'esperienza di guarigione. Jack Shepherd, scrivendo per GamesRadar+ , ha dato all'episodio 4 stelle su 5 e lo ha definito "il clip show più traumatico di tutti tempi". Nonostante trovi le scene emotive difficili da guardare, Shepherd ha elogiato la scena intima tra Maximoff e Visione alla base degli Avengers, ritenendola la sua preferita della serie, e ha detto che Schaeffer è riuscita a evitare il cliché di una "donna con poteri instabili", esplorando il dolore di Maximoff.
Analizzando l'episodio per The AV Club , Stephen Robinson gli ha dato una "B" e ha detto che un episodio incentrato sui personaggi prima del finale avrebbe potuto essere un "momentum killer", ma è stato contento che la serie potesse esplorare le motivazioni di Maximoff e rispondere ad alcune domande sollevate dalla sua introduzione in Age of Ultron. Ha paragonato positivamente i piccoli dettagli e il simbolismo della serie a Il prigioniero. Matt Purslow di IGN ha criticato l'episodio per aver guardato indietro piuttosto che proseguire la sua strada verso il finale. Sebbene abbia trovato alcune scene ricche di valore emotivo, per la maggior parte ha visto l'episodio come un riepilogo di eventi che i fan già conoscevano. Purslow ha dato all'episodio un 6 su 10. Paul Bradshaw di NME e Christian Holub di Entertainment Weekly hanno entrambi ritenuto che Negli episodi precedenti lasciasse troppe domande senza risposta nonostante fossero concentrate sul rispondere alle domande della serie. Il collega di Holub, Chancellor Agard, ha espresso il desiderio che i creativi trovassero un modo più interessante per presentare i flashback rispetto a un "palazzo della memoria con molte porte", che secondo lui era convenzionale, ma questo non gli ha impedito di provare le emozioni dovute. Al contrario, Rosie Knight di Den of Geek ha elogiato l'abilità del team creativo nel modo in cui si sono mossi tra i diversi "mondi, momenti e atmosfere senza soluzione di continuità" per le sequenze di flashback. Alan Sepinwall di Rolling Stone ha ritenuto che la sequenza traesse vantaggio dal posto della serie all'interno di un universo condiviso riunendo idee di film diversi che non erano necessariamente originariamente pensate per abbinarsi tra loro.
Olsen ha ricevuto l'acclamo universale per la sua performance; Knight spiega che Olsen ha venduto "ogni lacrima, tremore delle labbra e sussulto inorridito" durante l'episodio e ha contribuito a rappresentare Maximoff come un personaggio più ricco di sfumature rispetto ai precedenti film del MCU. Sepinwall ha paragonato la performance di Olsen al suo ruolo nella serie Facebook Watch Sorry for Your Loss, definendola "incredibilmente commovente" e concordando sul fatto che l'episodio le ha permesso di esplorare il personaggio in modi che i film dell'MCU non hanno mai fatto Ha detto che l'episodio è stato efficace perché ha preso sul serio il dolore dei suoi personaggi, e credeva che, se Maximoff sarebbe diventata una cattiva nel futuro dell'MCU, allora sarebbe stata una "cattiva molto più a tutto tondo, e una che si sente molto più complessa di quanto le sia stato permesso di essere nelle sue precedenti apparizioni". Shepherd e Bradshaw hanno notato entrambi come la serie stesse sviluppando Maximoff più di quanto i film precedenti avessero avuto tempo, e Shepherd ha ritenuto che questo episodio "sigillasse [ndr] l'accordo" sulla nomination di Olsen agli Emmy dopo che lei era già stata scelta. Ha elogiato il lavoro di ricreare le performance di diverse epoche di sitcom negli episodi precedenti. Anche Hahn e Bettany hanno ricevuto elogi per la loro interpretazione nell'episodio.
Sia Knight che Bradshaw hanno detto che la rivelazione del titolo di "Scarlet Witch" alla fine dell'episodio è stato un ottimo modo per concluderlo, così come Riesman, che ha amato il momento ma ha pensato che potesse essere "leggermente sconcertante" per gli spettatori che non erano a conoscenza della storia dei fumetti del personaggio. Purslow è stato d'accordo, definendolo un finale interessante ma che si basa su una conoscenza preliminare dei fumetti che non tutti gli spettatori avrebbero avuto. Holub è stato più critico, definendo il finale "piuttosto debole" poiché "conosciamo tutti il suo nome da supereroe [di Maximoff]!"

## Riconoscimenti
Olsen è stata nominata "Interprete della settimana" da TVLine per la settimana del 22 febbraio 2021 per la sua interpretazione in questo episodio, insieme a Lydia West per It's a Sin. Il sito ha affermato che Olsen è stata degna della loro nomina per l'intera serie, e per Negli episodi precedenti hanno detto che la sua performance è stata "non meno avvincente, anche se tonalmente diversa, rispetto a quella delle molte settimane trascorse come casalinga televisiva. L'abilità di Olsen di trasmettere la sofferenza nel corso degli episodi attraverso poche parole, e la scena in cui visita il corpo senza vita di Visione hanno lasciato "un'impressione indelebile" sul sito, dimostrando che Olsen può "frantumarci con la sua voce appena al di sopra di un sussurro" con la sua battuta Non ti percepisco.
| Premio                                    | Data di premiazione              | Categoria                                                                              | Destinatario                                                             | Risultato       | Riferimenti |
| ----------------------------------------- | -------------------------------- | -------------------------------------------------------------------------------------- | ------------------------------------------------------------------------ | --------------- | ----------- |
| Primetime Creative Arts Emmy Awards       | 11 settembre – 12 settembre 2021 | Miglior composizione musicale per una miniserie, film o speciale                       | Christophe Beck                                                          | Candidato/a     | [ 53 ]      |
| Primetime Emmy Awards                     | 19 settembre 2021                | Miglior sceneggiatura in una miniserie o film                                          | Laura Donney                                                             | Candidato/a     | [ 54 ]      |
| Hollywood Professional Association Awards | 18 novembre 2021                 | Eccezionale gradazione del colore: aspetto episodico o non teatrale                    | Matt Watson                                                              | Vincitore/trice | [ 55 ]      |
| Cinema Audio Society Awards               | 19 marzo 2022                    | Risultati eccezionali nel missaggio del sonoro per film per la televisione o miniserie | Christopher Giles, Danielle Dupre, Casey Stone, Doc Kane e Frank Rinella | Candidato/a     | [ 56 ]      |

## Merchandising
Dopo l'uscita dell'episodio, la Marvel ha annunciato prodotti ispirati all'episodio come parte della sua promozione settimanale "Marvel Must Haves" per ogni episodio della serie, inclusi prodotti di abbigliamento, Funko Pop basati su Agatha e il Visione bianco (etichettato semplicemente come "Visione") e una figura Hasbro Marvel Legends di Visione. Nel marzo 2021, la Marvel ha collaborato con lo chef Justin Warner per pubblicare una ricetta per il Salem Honeycomb Frappe, che è stato scelto come rappresentazione dell'episodio.